# Волочаєвський
Волочаєвський — струмок у Києві, в місцевостях Відрадний та Караваєві Дачі, ліва притока Либеді. Потяжність — близько 3 км.

## Опис
Починається у колекторі поблизу перетину вулиці Миколи Василенка та провулку Юрія Матущака. Далі річка протікає під Машинобудівною вулицею, роблячи невеличке півколо в бік вулиці Олекси Тихого між вулицями Шутова та Гарматною. Перетнувши вулицю Гетьмана, тече чітко на південний схід, перетинає Борщагівську (тут про струмок нагадує улоговина, над якою прокладено Індустріальний міст), Нижньоключову та Верхньоключову вулиці та впадає у Либідь.
Повністю протікає у колекторі.
На думку дослідника київських річок Кирила Степанця, Волочаєвський - це притока Вершинки, що протікає паралельно їй з іншого боку залізниці.